# Lilla Bält

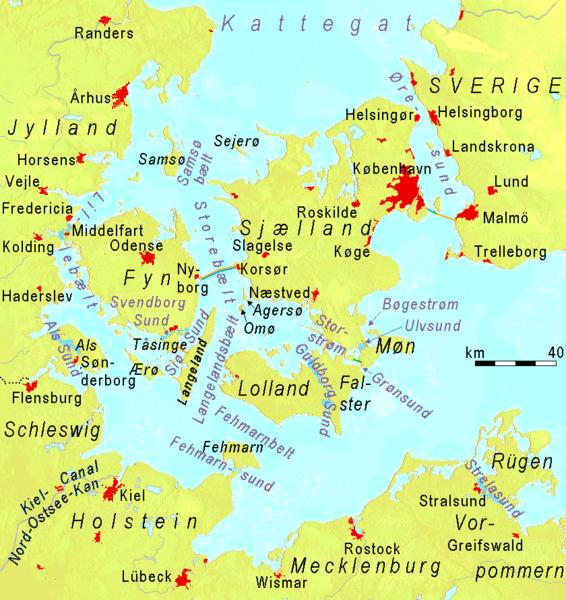
"Belter" och andra sund i Danmark.

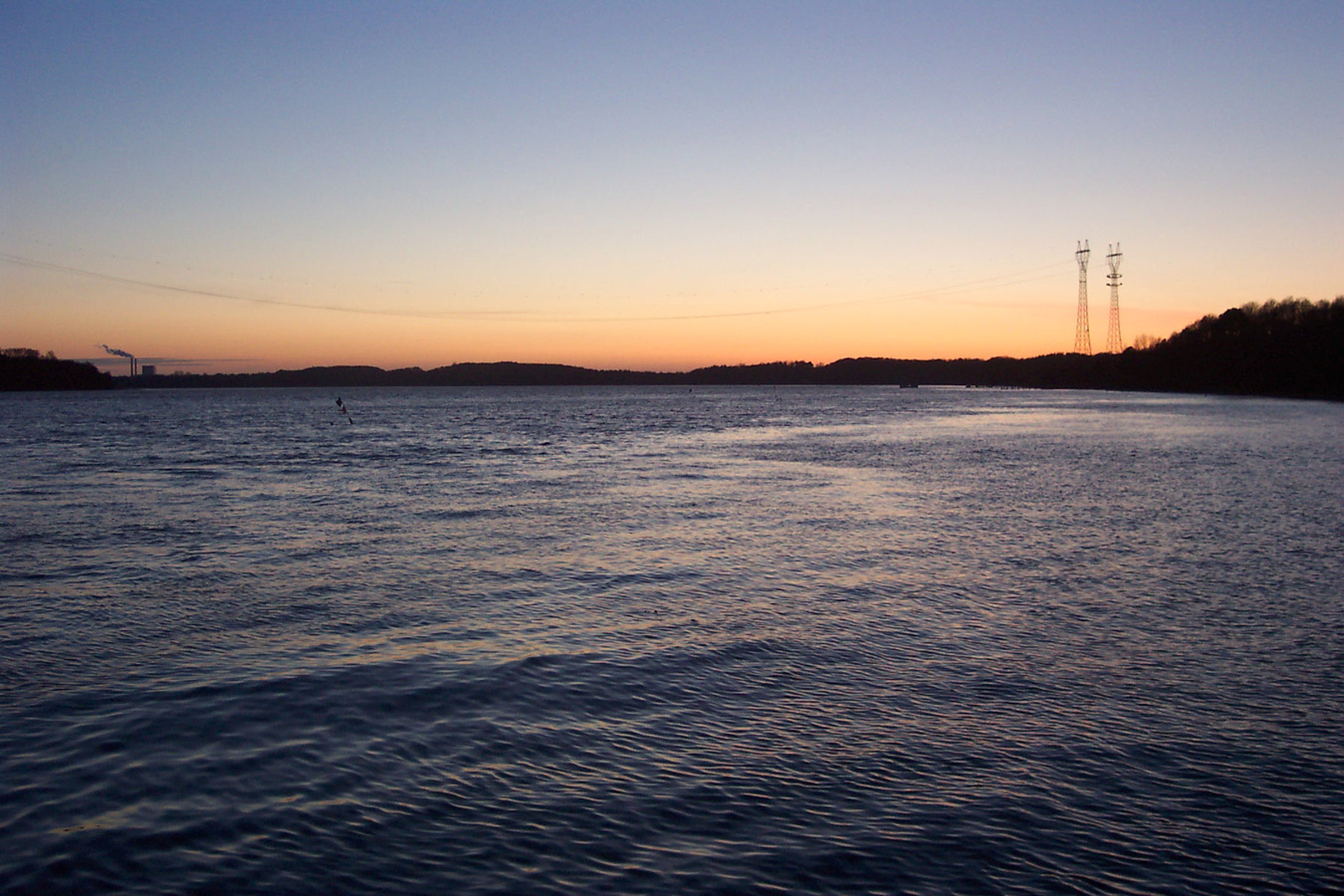
Lilla Bält i skymningen.

Lilla Bält (danska: Lillebælt) är ett sund mellan Jylland och Fyn i Danmark. Det är cirka 125 kilometer långt och täcker en yta om 2 400 km².
På det smalaste stället vid Middelfart är Lilla Bält 700 meter brett. Lilla Bält är en del av Bälthavet. Medeldjupet ligger på 14 meter. Sundet har ett maximalt djup på 81 meter och är därmed djupare än Stora Bält. Bland annat på grund av djupet står sundet för cirka 10 procent av genomströmningen mellan Östersjön och Kattegatt. I sundet ligger ett antal små öar. Under kalla vintrar isläggs sundet.
I det berömda tåget över Bält gick Karl X Gustav i spetsen för de svenska trupperna över Lilla Bälts isbelagda vatten den 30 januari 1658. De fortsatte sen över Stora Bält några dagar senare.